# Franz Fromme (Schriftsteller, 1880)
Franz Fromme (* 26. April 1880 in Lesum bei Bremen; † 29. Mai 1960 in Bremen) war ein deutscher Autor, Journalist und Übersetzer.

## Leben
Fromme wuchs in Bremen auf, machte hier das Abitur und studierte anschließend neuere Sprachen, Geschichte und Naturwissenschaften an den Universitäten Heidelberg, Kiel, Freiburg und Berlin. Nebenbei war er schriftstellerisch und künstlerisch tätig. 1905 brach er das Studium ab.

### Lübeck 1908–1926
1908 zog er nach Lübeck und heiratete. Er arbeitete als Redakteur und freier Schriftsteller. Er unternahm größere Reisen nach Italien, Schweden und Island und übersetzte aus dem Flämischen und Schwedischen.
1916 war Fromme einer der Gründer der Fehrs-Gilde in Neumünster. Die Fehrs-Gilde war völkisch-nationalistisch ausgerichtet, was den im Milieu üblichen Antisemitismus mit einschloss. Frommes Mitbegründer Jacob Bödewadt war bekennender Anhänger des prominenten Antisemiten Julius Langbehn. 1927 bekundete der Vorsitzende Otto Wachs in der Darstellung der Vereinsziele antisemitisch codiert, „die gesamte Kultur“ sei „durchsetzt und teilweise beherrscht von undeutschem, internationalem Wesen“. Auf den „ureigensten Gebieten deutschen Volkstums“ seien „Fremdlinge führend und maßgeblich“. Die „Bildungskultur“ sei „alles mögliche…, aber gewiß nicht deutsch“.
1918 war Fromme Mitbegründer der Plattdeutschen Volksgilde, einer Sing- und Spielgruppe, in Lübeck.
Im Ersten Weltkrieg lernte Fromme den irischen Unabhängigkeitspolitiker Sir Roger Casement kennen und übersetzte dessen Aufsätze. Spätestens 1917 war er in der Personalabteilung des Außenministeriums in Berlin tätig. 1918 traf er in dieser Funktion den
nach Berlin eingeladenen flämischen Nationalisten Staf De Clercq und dessen Mitkämpfer van Roy, für die er und sein deutsch-flämischer Kollege und Vertrauter Herbert Martens Gespräche mit hohen politischen Persönlichkeiten organisierten. Für Fromme war De Clercq, 1933 Gründer und Führer des Vlaamsch Nationaal Verbond (VNV) und im weiteren Verlauf flämischer Nationalsozialist, ein „unverfälscht germanischer Vertreter“ der Flamen. De Clercq und der VNV repräsentierten den rechtsextremistischen Flügel der vlaamse beweging.
Fromme war Ideologe und Aktivist der Niederdeutschen Bewegung, die sich als Teil der Völkischen Bewegung definierte und der er eine "nationale Mission" zuschrieb. Das schloss die Frage des Anschlusses des flämischen Belgiens an die Niederlande bzw. an Deutschland mit ein. Bereits im Ersten Weltkrieg war Fromme als Propagandist einer „germanischen Macht“, einer „germanischen Kultur“ in Flandern, eines „germanischen Empfindens“ und „Widerstandsvermögens“ der flämischen Bevölkerung und gegen „welschen“ Einfluss aufgetreten. Der Weltkrieg habe vor allem „die Selbstbesinnung der Flamen auf ihr eigenes germanisches Volkstum“ bewirkt.
Nach dem Krieg war er vorwiegend als Journalist sowie als Übersetzer von Hörspielen, Essays, Novellen, Romanen und Lyrik tätig. Er gehörte zeitweise der Redaktion der von Eduard Stadtler herausgegebenen Zeitschrift Das Gewissen an, für die auch Franz Schauwecker, Otto Strasser oder Werner Best schrieben und die ab 1929 den „Schulterschluß mit der NSDAP“ praktizierte. Fromme schrieb dort in den Jahren 1932 bis 1935 eine "überproportional" große Zahl von Beiträgen.
1921 wurde Fromme zweiter Sekretär der neu gegründeten Nordischen Gesellschaft, aus der er 1924 wieder ausschied.

### Berlin 1926–1945
Fromme unterstützte den rechten Flügel der völkisch-nationalistischen „Flämischen Bewegung“. Dass es nicht gelang, die deutsche Sozialdemokratie als Unterstützer zu gewinnen, erklärte er mit einem bekannten antisemitischen Stereotyp damit, dass „die jüdischen Einflüsse“ dort „viel zu stark“ seien. 1926 gründete Fromme in Berlin eine „Deutsch-Flämische Arbeitsgemeinschaft“, und unter seiner Mitwirkung kam Anfang 1927 der erste von mehreren großen deutsch-flämischen Kongressen der Zwischenkriegszeit zustande, die „Niederdeutsch-Flämischen Tage“ („Nedderdütsch-Vlaamsche Daag“) am 26. und 27. Februar in Lübeck, an dem auch zahlreiche flämische und niederländische aktivistische Nationalisten teilnahmen. Der Anlass führte die Freunde Franz Fromme, Herbert Martens und Erich Klahn zusammen. Die Plattdeutsche Volksgilde Frommes zeigte ein Mysterienspiel von Martens in der Übersetzung und Inszenierung von Klahn. Die Hauptfigur in Martens Stück De Meister vun Flandern war der in völkischen Kreisen prominente flämische Nationalist August Borms. Der deutsch-flämische Autor Martens war ein Aktivist auf dem rechten Flügel der vlaamse beweging. In der im völkischen Westphal-Verlag erscheinenden Niederdeutschen Welt stellte er neun Jahre später „triumphierend“ (Claus Schuppenhauer) fest, dass es inzwischen „im Reiche Adolf Hitlers“ überflüssig geworden sei zu erklären, „welche Bedeutung den Banden des Blutes ... zukommt“, die Niederdeutsche und Niederländer verbinden würden.
1933 erschien Frommes Buch Irlands Kampf um die Freiheit. Darstellung und Beispiel einer völkischen Bewegung bis in die neueste Zeit. Darin war er „um eine rassentheoretische Fundierung seines Irlandbildes bemüht“. Frommes Vokabular verweise – so die Literaturwissenschaftlerin Doris Dohmen – „eindeutig auf seine feste Einbindung in die nationalsozialistische Ideologie.“ Die Schrift sei deutlich „in ein spezifisch völkisch-rassistisches Gesamtgefüge eingebunden“. Im Zusammenhang der Darstellung eines irischen Unabhängigkeitspolitikers beschrieb Fromme Adolf Hitler „als volkstümlichen Redner und umsichtigen Organisator“ der „das Volk“ „für seine Gedanken zu begeistern und zu sammeln“ in der Lage gewesen sei.
Als im Sommer 1940 zur Aufstellung einer militärischen „Irischen Brigade“ ein besonderes Lager in Brandenburg (Stalag XX A, 301) eingerichtet wurde, bereiste Fromme verschiedene Kriegsgefangenen-Lager und führte Rekrutierungs- und Prüfungsgespräche mit potentiellen irischen Kollaborateuren. Er war zu diesem Zeitpunkt als Agent („der Professor“) der Abwehr II, Abteilung „Sabotage, Subversion, Minderheiten“, tätig. Als solcher bereitete er auch den deutschen Agenten Hermann Görtz auf einen Fallschirmeinsatz in Irland vor. Sowohl die Rekrutierung als auch der Agenteneinsatz misslangen. Offiziell war Fromme in dieser Zeit bei der deutschen Militärregierung in Belgien beschäftigt. In den Jahren 1940 bis 1944 war er auch fester Mitarbeiter des Besatzungsorgans Brüsseler Zeitung.

### Bremen 1945–1960
Nach dem Ende des Nationalsozialismus ging Fromme zurück nach Bremen.
Er zählte zu den lebenslangen engen Freunden und Förderern des Lübecker Malers und Kunsthandwerkers Erich Klahn, der durch ihn den ebenfalls lebenslangen Freund Paul Brockhaus kennenlernte.

## Schriften
- Otto der Dritte. Ein deutsches Königsdrama in fünf Aufzügen, 1909
- Zur englischen Entwicklung. Eine warnende Betrachtung germanischer Wege, 1916
- Belgisches und Unbelgisches. Ausgewählte Aufsätze, 1917
- Jürgen Mullenwever unde Marks Meyer. Een nedderduetsch Spill ut dat ole Lübeck, Lübeck 1924
- Kerle und Streiche aus dem Schulmeisterreiche, 1928
- Irlands Kampf um die Freiheit. Darstellung und Beispiel einer völkischen Bewegung bis in die neueste Zeit, Berlin 1933
- F. Böök: Das reiche und arme Schweden. Übersetzt mit R. Kinsky, 1938
- J. Simons: Kerle und Köpfe. Kleine Geschichten aus dem flämischen Kempenland. Übersetzt, 1940
- Begegnungen mit Vlamen, Brüssel 1942
- mit Jef Simons: Kerle und Köpfe. Kleine Geschichten aus dem flämischen Kempenland, Wolfshagen-Scharbeutz 1943
- C. Verschaeve: Jesus der Menschensohn. Bearbeitet, 1958
- F. de Pillecijn: Menschen hinter dem Deich. Übersetzt, 1958

## Hörspiele

### Als Autor
- 1952: Knops gegen Knips – Regie: Hans Robert Helms, mit Ruth Bunkenburg, Heinrich Schmidt-Barrien, Erika Rumsfeld (RB)
- 1965: De Fischer un sien Fro – Regie: Erich Keddy, mit Hans Rolf Radula, Erika Rumsfeld, Heinz Burmeister (RB)

### Übersetzungen aus dem Schwedischen
- 1952: De Pannkokenjung – Autor: Henrik Wranér; Regie: Hans Freundt, mit Otto Lüthje, Magda Bäumken, Günther Siegmund (NWDR Hamburg)
- 1953: De Pannkokenjung – Autor: Henrik Wranér; Regie: Jochen Rottke (RB)
- 1954: De arme Gemeende – Autor: Henrik Wranér; Regie: Walter A. Kreye, mit Bernd Wiegmann, Daniel Ehrhardt, Georg Gläseker (RB)
- 1954: Anders Larsson un de Walfisch – Autor: Gunnar Falkås; Regie: Walter A. Kreye, mit Carl Hinrichs, Hella Schöttler, Hans Joachim Schenck (RB)

### Bearbeitung und Übersetzung aus dem Flämischen
- 1955: Een Sylvesterawend – Autor: Lode Baekelmans; Regie: Günter Jansen, mit Otto Lüthje, Hartwig Sievers, Heinz Lanker (NWDR Hamburg)